# نيد فور سبيد: ذا رن
نيد فور سبيد: ذا رن (بالإنجليزية: Need for Speed: The Run)‏ ، هي لعبة إلكترونية من نوع سباق السيارات ، أنتجت من قبل إلكترونيك آرتس شهر نوفمبر سنة 2011 ، وتعمل لدى أنظمة ألعاب الفيديو خمس أنظمة ، وهي : بلاي ستيشن 3 ، و إكس بوكس 360 ، و ويندوز مايكروسوفت ، و آي أو إس ، و نينتندو وي.

## وصلات خارجية
- نيد فور سبيد: ذا رن على موقع IMDb (الإنجليزية)
- الموقع الرسمي